# Mike Müller
Mike Müller, né le 25 octobre 1963 à Granges, est un acteur suisse. Il est notamment l'acteur principal de la série Le Croque-mort. 

## Filmographie partielle

### Au cinéma
- 1995 : Mekong : Lehrer
- 2000 : Joy Ride : Küchenchef
- 2002 : A.K.A. Birdseye : Fitz Bolliger
- 2002 : Ernstfall in Havanna : Bruno Rüegg
- 2003 : À vos marques, prêts, Charlie ! (Achtung, fertig, Charlie!) : Paolo
- 2004 : Au large de Bad Ragaz :
- 2004 : Strähl : Ruedi Lautenschlager
- 2005 : Undercover de Sabine Boss : Raoul Furrer
- 2005 : Je m'appelle Eugen (de) : Vater Eugen
- 2005 : Snow White de Samir : Special Guest
- 2007 : Tell : Wilhelm Tell
- 2012 : Dead Fucking Last : Andi
- 2012 : Das Missen Massaker : Pino Falk
- 2016 : Die Welt der Wunderlichs : Sascha
- 2020 : Jagdzeit : Brändli
- 2020 : Moskau Einfach! de Micha Lewinsky (de) : Marogg

## Récompenses et distinctions
- (en) Mike Müller: Awards, sur l'Internet Movie Database